# جينو (مريشكار)
جينو هي بلدة في مقاطعة مريشكار في ولاية قشقداريا في أوزبكستان.